# Oliveira (Amarante)
Oliveira is een plaats (freguesia) in de Portugese gemeente Amarante en telt 952 inwoners (2001).